# Mary Joe Fernández
Mary Joe Fernández, zamężna Godsick (ur. 19 sierpnia 1971 w Santo Domingo) – amerykańska tenisistka, występująca na światowych kortach od 1986 do 2000 roku, finalistka Australian Open 1990, Australian Open 1992 i French Open 1993 w grze pojedynczej, mistrzyni Australian Open 1991 i French Open 1996 w grze podwójnej, triumfatorka Mistrzostw WTA 1996 w grze podwójnej, klasyfikowana w rankingu WTA na 4. miejscu w grze pojedynczej (1990) i na 4. miejscu w grze podwójnej (1991), brązowa medalistka letnich igrzysk olimpijskich w grze pojedynczej (1992), dwukrotna mistrzyni olimpijska w grze podwójnej (1992, 1996), zdobywczyni Pucharu Federacji 1996 wraz z drużyną Stanów Zjednoczonych, reprezentantka Stanów Zjednoczonych w Pucharze Hopmana. Tenisistka praworęczna z oburęcznym backhandem. Od 2008 kapitan reprezentacji Stanów Zjednoczonych w Pucharze Federacji.

## Kariera tenisowa
Praworęczna reprezentantka USA, z bekhendem oburęcznym, pochodzi z rodziny wielonarodowej – ojciec (prawnik) urodził się w Hiszpanii, matka (agentka handlu nieruchomości) jest Kubanką. Fernández ma za sobą udaną karierę juniorską, z kilkoma krajowymi tytułami mistrzowskimi oraz czterema zwycięstwami w prestiżowym turnieju Orange Bowl, nazywanym nieoficjalnymi mistrzostwami świata juniorów. W 1985 jako 14-latka stała się najmłodszą zawodniczką w historii turnieju US Open, która przeszła rundę w turnieju głównym (osiem dni po czternastych urodzinach pokonała Sarę Gomer). Rok później przyjęła status tenisistki zawodowej.
Pierwsze zwycięstwo turniejowe w dorosłym tenisie odniosła w 1990, wygrywając turniej w Tokio; w drodze do końcowego sukcesu pokonała m.in. Helenę Sukovą, Manuelę Maleewą i Amy Frazier. Kilka miesięcy później wygrała turniej halowy w Filderstadt (zarówno w singlu, jak i deblu). Również w 1990 po raz pierwszy dotarła do finału turnieju wielkoszlemowego w grze pojedynczej; w Australian Open w decydującym meczu nie sprostała Niemce Steffi Graf (3:6, 4:6). Sezon 1990 zakończyła na 4. miejscu w rankingu światowym, co stanowiło jej najwyższe miejsce w karierze. Po raz drugi była w finale Australian Open w 1992, tym razem ulegając w decydującym meczu Monice Seles (2:6, 3:6). Również w Australian Open, ale w 1991, zaliczyła pierwsze wielkoszlemowe zwycięstwo, sięgając po tytuł w deblu w parze z Patty Fendick.
Szczególne miejsce w karierze Fernández zajmuje turniej French Open w 1993. Nie tylko osiągnęła trzeci finał singlowy w Wielkim Szlemie (tym razem przegrywając z Graf w trzech setach), ale przede wszystkim zapisała się w pamięci kibiców niezwykłym odwróceniem losów spotkania w ćwierćfinale; jej przeciwniczka Argentynka Gabriela Sabatini nie wykorzystała prowadzenia 6:1, 5:1 i pięciu piłek meczowych, by ostatecznie przegrać 1:6, 7:6, 10:8. W półfinale Fernández pokonała wyżej notowaną Hiszpankę Arantxę Sánchez Vicario.
W ciągu kariery wygrała siedem turniejów zawodowych w singlu, m.in. dwukrotnie duży turniej w Indian Wells. Odniosła wiele zwycięstw nad wysoko notowanymi rywalkami, m.in. Janą Novotną, Mary Pierce, Conchitą Martínez, Sereną Williams, Amandą Coetzer. Jeden raz pokonała Seles, nie udało się jej natomiast nigdy wygrać z Graf (17 porażek) i Navraátilovą (8 porażek). Wystąpiła w siedmiu edycjach turnieju Masters (WTA Tour Championships) w grze pojedynczej (półfinalistka w 1990), poza finałami wielkoszlemowymi zaliczyła sześć półfinałów (ostatni w Australian Open w 1997), dochodząc co najmniej do półfinału w każdym z czterech turniejów (w 1991 na Wimbledonie).
Jako deblistka wygrała łącznie dziewiętnaście turniejów, osiągając ponadto dwadzieścia cztery finały. Wraz z Lindsay Davenport otrzymała tytuł mistrzyni świata Międzynarodowej Federacji Tenisowej (ITF) w 1996, dzięki wygranej w t.r. French Open oraz trzech innych turniejów (w tym Masters) i finałowi w Australian Open. Wystąpiła w trzech turniejach Masters deblistek.
Ma na koncie także sukcesy jako reprezentantka USA. Startowała dwukrotnie w igrzyskach olimpijskich, zarówno w Barcelonie (1992), jak i Atlancie (1996) sięgając po złoto w deblu, w parze z Gigi Fernández (zbieżność nazwisk przypadkowa). W 1992 była także brązową medalistką w grze pojedynczej; w 1996 początkowo miała startować tylko w deblu, ale po wycofaniu się kilku rywalek została dopuszczona także do turnieju singlowego i dotarła aż do półfinału; walkę o brąz przegrała z Czeszką Novotną. Poza olimpiadami broniła barw USA w Pucharze Federacji (1991, 1994-1999), przyczyniając się do zdobycia trofeum w 1996.
Ostatnie zwycięstwa turniejowe odniosła w 1997, zarówno w grze pojedynczej (German Open w Berlinie, pokonała m.in. Novotną, Pierce i Kurnikową), jak i deblu (Madryt, z Sánchez Vicario). Kontynuowała karierę jeszcze przez dwa lata, ale po odniesieniu poważnej kontuzji w 1999 zdecydowała się na przejście na sportową emeryturę rok później. Zajmuje się m.in. komentowaniem tenisa w telewizji. W sierpniu 1997 wyszła za mąż (za Bobby’ego Bancka).

## Historia występów wielkoszlemowych
Legenda
     W, wygrany turniej
      F, przegrana w finale
      SF, przegrana w półfinale
      QF, przegrana w ćwierćfinale
     xR, przegrana w x rundzie
     A, brak startu

### Występy w grze pojedynczej
| Australian Open        | A  | NH | A  | A  | 3R | F  | SF | F  | QF | 4R | 4R | 4R | SF | A  | 3R | 0 / 10 | 39 – 10  |  |  |  |  |  |  |  |  |  |
| French Open            | 1R | QF | 2R | A  | SF | QF | QF | 3R | F  | 3R | 1R | 4R | QF | A  | 4R | 0 / 13 | 38 – 12  |  |  |  |  |  |  |  |  |  |
| Wimbledon              | A  | 1R | 4R | 4R | 4R | A  | SF | 3R | 3R | 3R | QF | QF | 4R | A  | 1R | 0 / 12 | 31 – 12  |  |  |  |  |  |  |  |  |  |
| US Open                | 2R | 3R | 3R | 3R | 1R | SF | 3R | SF | A  | 3R | QF | A  | 4R | 3R | 4R | 0 / 13 | 33 – 13  |  |  |  |  |  |  |  |  |  |
|                        |    |    |    |    |    |    |    |    |    |    |    |    |    |    |    |        |          |  |  |  |  |  |  |  |  |  |
| Ranking na koniec roku | 99 | 27 | 20 | 15 | 12 | 4  | 8  | 6  | 7  | 14 | 8  | 16 | 10 | 76 | 38 | 0 / 48 | 141 – 47 |  |  |  |  |  |  |  |  |  |

### Występy w grze podwójnej
| Australian Open        | A | NH  | A  | A  | QF | F | W  | F  | QF | QF | QF | F  | 2R | A  | 2R | 1 / 10 | 35 – 9   |  |  |  |  |  |  |  |  |  |  |
| French Open            | A | A   | 1R | A  | 2R | A | QF | 1R | 3R | 3R | SF | W  | F  | A  | 2R | 1 / 10 | 24 – 9   |  |  |  |  |  |  |  |  |  |  |
| Wimbledon              | A | A   | 1R | A  | A  | A | SF | QF | SF | 1R | 1R | QF | QF | A  | QF | 0 / 9  | 20 – 9   |  |  |  |  |  |  |  |  |  |  |
| US Open                | A | 1R  | 2R | 2R | F  | A | SF | QF | A  | A  | A  | A  | 3R | 3R | QF | 0 / 9  | 21 – 9   |  |  |  |  |  |  |  |  |  |  |
|                        |   |     |    |    |    |   |    |    |    |    |    |    |    |    |    |        |          |  |  |  |  |  |  |  |  |  |  |
| Ranking na koniec roku | – | 131 | 85 | 63 | 7  | 6 | 5  | 11 | 15 | 26 | 10 | 5  | 16 | 89 | 27 | 2 / 38 | 100 – 36 |  |  |  |  |  |  |  |  |  |  |

### Występy w grze mieszanej
| Australian Open | NH | NH | A  | A | A  | 2R | A | A | A | QF | QF | 2R | A  | A | A | 0 / 4  | 8 – 4   |  |  |  |  |  |  |  |  |  |  |  |  |
| French Open     | A  | 1R | 1R | A | A  | A  | A | A | A | A  | A  | A  | A  | A | A | 0 / 2  | 0 – 2   |  |  |  |  |  |  |  |  |  |  |  |  |
| Wimbledon       | A  | A  | 1R | A | QF | A  | A | A | A | 1R | QF | A  | 2R | A | A | 0 / 5  | 7 – 5   |  |  |  |  |  |  |  |  |  |  |  |  |
| US Open         | A  | 2R | A  | A | QF | A  | A | A | A | QF | A  | A  | A  | A | A | 0 / 3  | 7 – 3   |  |  |  |  |  |  |  |  |  |  |  |  |
|                 |    |    |    |   |    |    |   |   |   |    |    |    |    |   |   |        |         |  |  |  |  |  |  |  |  |  |  |  |  |
|                 |    |    |    |   |    |    |   |   |   |    |    |    |    |   |   | 0 / 14 | 22 – 14 |  |  |  |  |  |  |  |  |  |  |  |  |

### Występy w grze podwójnej w turniejach legend
| Turniej         | 2008                    | 2009                    | 2010                    | 2011                    | 2012                    | 2013 | 2014 | 2015 | 2016 | 2017 | 2018 | 2019 | Tytuły |
| --------------- | ----------------------- | ----------------------- | ----------------------- | ----------------------- | ----------------------- | ---- | ---- | ---- | ---- | ---- | ---- | ---- | ------ |
| Australian Open | turnieju nie rozgrywano | turnieju nie rozgrywano | turnieju nie rozgrywano | turnieju nie rozgrywano | turnieju nie rozgrywano | A    | RR   |      | A    | RR   | A    | RR   | 0 / 3  |
| French Open     | NH                      | NH                      | 3 m.                    | A                       | A                       | RR   | RR   | F    | A    | A    | A    | A    | 0 / 4  |
| Wimbledon       | A                       | A                       | A                       | A                       | A                       | A    | RR   | RR   | F    | RR   | RR   | RR   | 0 / 6  |
| US Open         | turnieju nie rozgrywano | turnieju nie rozgrywano | turnieju nie rozgrywano | turnieju nie rozgrywano | turnieju nie rozgrywano | SF   | SF   | W    | W    | F    | NH   |      | 2 / 5  |

## Finały turniejów WTA
| Legenda                | Legenda |
| ---------------------- | ------- |
| Wielki Szlem           |         |
| Igrzyska olimpijskie   |         |
| WTA Tour Championships |         |
| 1988 – 2008            |         |
| Kategoria I            |         |
| Kategoria II           |         |
| Kategoria III          |         |
| Kategoria IV           |         |
| Kategoria V            |         |

### Gra pojedyncza 16 (7–9)
| Końcowy wynik | Nr | Data                 | Turniej          | Nawierzchnia    | Przeciwniczka     | Wynik finału     |
| ------------- | -- | -------------------- | ---------------- | --------------- | ----------------- | ---------------- |
| Finalistka    | 1. | 15 października 1989 | Filderstadt      | Dywanowa (hala) | Gabriela Sabatini | 6:7(5), 4:6      |
| Finalistka    | 2. | 27 stycznia 1990     | Australian Open  | Twarda          | Steffi Graf       | 3:6, 4:6         |
| Zwyciężczyni  | 1. | 30 września 1990     | Tokio (Nichirei) | Dywanowa (hala) | Amy Frazier       | 3:6, 6:2, 6:3    |
| Zwyciężczyni  | 2. | 21 października 1990 | Filderstadt      | Dywanowa (hala) | Barbara Paulus    | 6:1, 6:3         |
| Finalistka    | 3. | 21 kwietnia 1991     | Houston          | Ceglana         | Monica Seles      | 4:6, 3:6         |
| Finalistka    | 4. | 22 września 1991     | Tokio (Nichirei) | Twarda          | Monica Seles      | 1:6, 1:6         |
| Finalistka    | 5. | 26 stycznia 1992     | Australian Open  | Twarda          | Monica Seles      | 2:6, 3:6         |
| Finalistka    | 6. | 9 lutego 1992        | Essen            | Dywanowa (hala) | Monica Seles      | 0:6, 3:6         |
| Zwyciężczyni  | 3. | 28 lutego 1993       | Indian Wells     | Twarda          | Amanda Coetzer    | 3:6, 6:1, 7:6(6) |
| Finalistka    | 7. | 5 czerwca 1993       | French Open      | Ceglna          | Steffi Graf       | 6:4, 2:6, 4:6    |
| Finalistka    | 8. | 16 stycznia 1994     | Sydney           | Twarda          | Kimiko Date       | 4:6, 2:6         |
| Zwyciężczyni  | 4. | 22 maja 1994         | Strasburg        | Ceglana         | Gabriela Sabatini | 2:6, 6:4, 6:0    |
| Zwyciężczyni  | 5. | 5 marca 1995         | Indian Wells     | Twarda          | Natalla Zwierawa  | 6:4, 6:3         |
| Zwyciężczyni  | 6. | 22 października 1995 | Brighton         | Dywanowa (hala) | Amanda Coetzer    | 6:4, 7:5         |
| Finalistka    | 9. | 23 czerwca 1996      | Eastbourne       | Trawiasta       | Monica Seles      | 0:6, 2:6         |
| Zwyciężczyni  | 7. | 18 maja 1997         | Berlin           | Ceglana         | Mary Pierce       | 6:4, 6:2         |

## Występy w Turnieju Mistrzyń

### W grze pojedynczej
| Rok  | Rezultat    | Przeciwniczka       | Wynik         |
| 1989 | I runda     | Martina Navrátilová | 2:6, 3:6      |
| 1990 | Półfinał    | Monica Seles        | 3:6, 4:6      |
| 1991 | Ćwierćfinał | Monica Seles        | 3:6, 2:6      |
| 1992 | I runda     | Jana Novotná        | 6:7(3), 2:6   |
| 1993 | I runda     | Amanda Coetzer      | 1:6, 6:1, 3:6 |
| 1995 | Ćwierćfinał | Steffi Graf         | 3:6, 4:6      |
| 1997 | Ćwierćfinał | Irina Spîrlea       | 7:5, 2:6, 5:7 |

### W grze podwójnej
| Rok  | Rezultat    | Partnerka         | Przeciwniczki                        | Wynik         |
| 1991 | Półfinał    | Zina Garrison     | Gigi Fernández Jana Novotná          | 3:6, 6:3, 1:6 |
| 1992 | Ćwierćfinał | Zina Garrison     | Martina Navrátilová Pam Shriver      | 1:6, 4:6      |
| 1996 | Zwycięstwo  | Lindsay Davenport | Jana Novotná Arantxa Sánchez Vicario | 6:3, 6:2      |

## Występy w turnieju WTA Doubles Championships
| Rok  | Rezultat    | Partnerka     | Przeciwniczki                   | Wynik    |
| 1994 | Ćwierćfinał | Kathy Rinaldi | Gigi Fernández Natalla Zwierawa | 0:6, 0:6 |

## Występy w igrzyskach olimpijskich

### Gra pojedyncza
| Runda                                                                                      | Przeciwniczka                             | Wynik            |  |
| ------------------------------------------------------------------------------------------ | ----------------------------------------- | ---------------- |  |
|                                                                                            |                                           |                  |  |
| Letnie Igrzyska Olimpijskie w Barcelonie 1992, reprezentując państwo Stany Zjednoczone [4] |                                           |                  |  |
| I runda                                                                                    | Chiny: Chen Li Ling                       | 6:2, 6:3         |  |
| II runda                                                                                   | Kanada: Patricia Hy                       | 6:2, 1:6, 12:10  |  |
| III runda                                                                                  | WNP: Natalla Zwierawa                     | 7:6(9), 6:1      |  |
| Ćwierćfinał                                                                                | Szwajcaria: Manuela Maleewa-Fragniere [6] | 5:7, 6:1, 6:0    |  |
| Półfinał                                                                                   | Niemcy: Steffi Graf [1]                   | 4:6, 2:6         |  |
|                                                                                            |                                           |                  |  |
| Letnie Igrzyska Olimpijskie w Atlancie 1996, reprezentując państwo Stany Zjednoczone [7]   |                                           |                  |  |
| I runda                                                                                    | Rosja: Jelena Lichowcewa                  | 6:2, 6:4         |  |
| II runda                                                                                   | Chińskie Tajpej: Wang Shi-Ting            | 7:6(4), 2:6, 6:1 |  |
| III runda                                                                                  | Argentyna: Inés Gorrochategui [W]         | 6:0, 6:3         |  |
| Ćwierćfinał                                                                                | Hiszpania: Conchita Martínez [2]          | 7-5 6-3          |  |
| Półfinał                                                                                   | Stany Zjednoczone: Lindsay Davenport [9]  | 2:6, 6:7(6)      |  |
| O brązowy medal                                                                            | Czechy: Jana Novotná [6]                  | 6:7(6), 4:6      |  |

### Gra podwójna kobiet
| Runda                                                                                  | Partnerka          | Przeciwniczki                                             | Wynik            |
| -------------------------------------------------------------------------------------- | ------------------ | --------------------------------------------------------- | ---------------- |
|                                                                                        |                    |                                                           |                  |
| Letnie Igrzyska Olimpijskie w Barcelonie 1992, reprezentując państwo Stany Zjednoczone |                    |                                                           |                  |
| I runda                                                                                | Gigi Fernández [2] | Holandia: Nicole Muns-Jagerman, Brenda Schultz            | 6:0, 6:0         |
| II runda                                                                               | Gigi Fernández [2] | Niemcy: Steffi Graf, Anke Huber                           | 7:6(3), 6:4      |
| Ćwierćfinał                                                                            | Gigi Fernández [2] | Południowa Afryka: Mariaan De Swardt, Elna Reinach [6]    | 7:5, 6:7(6), 6:8 |
| Półfinał                                                                               | Gigi Fernández [2] | WNP: Leila Meschi, Natalla Zwierawa [4]                   | 6:4, 7:5         |
| O złoty medal                                                                          | Gigi Fernández [2] | Hiszpania: Conchita Martínez, Arantxa Sánchez Vicario [1] | 7:5, 2:6, 6:2    |
|                                                                                        |                    |                                                           |                  |
| Letnie Igrzyska Olimpijskie w Atlancie 1996, reprezentując państwo Stany Zjednoczone   |                    |                                                           |                  |
| I runda                                                                                | Gigi Fernández [1] | wolny los                                                 | 6:0, 6:0         |
| II runda                                                                               | Gigi Fernández [1] | Francja: Mary Pierce, Nathalie Tauziat                    | 6:4, 6:3         |
| Ćwierćfinał                                                                            | Gigi Fernández [1] | Wielka Brytania: Valda Lake, Clare Wood                   | 6:2, 6:1         |
| Półfinał                                                                               | Gigi Fernández [1] | Holandia: Manon Bollegraf, Brenda Schultz-McCarthy [3]    | 7:5, 7:6(3)      |
| O złoty medal                                                                          | Gigi Fernández [1] | Czechy: Jana Novotná, Helena Suková [2]                   | 7:6(6), 6:4      |